# Більшівці
Більші́вці (нім. Bolschowitz, пол. Bolszowce) — селище Івано-Франківського району, Івано-Франківської області, адміністративний центр Більшівцівської селищної громади (до 1963 р. — центр однойменного району).

## Назва
Існувало кілька варіантів, зокрема, польською мовою: Більшівці, Бульшівці, а власне — Богішівці (Богушовці).

## Розташування й опис
Розташоване при впадінні річки Нараївки в Гнилу Липу (басейн Дністра), за 3 км на схід від шляху Львів — Івано-Франківськ, за 8 км на північ від залізничної станції Галич.
Рибгосп, два худобозабійні пункти, столярні цехи, відділення приватної агрофірми «Бовшівська»; середня та початкова школи, музична школа, Народний дім, дві бібліотеки.
Основна сільськогосподарська спеціалізація — рільництво (пшениця, жито, кукурудза, цукрові буряки, овочі) та м'ясо-молочне тваринництво.
Лікувально-столову воду Більшівцівських мінеральних джерел за часів Австро-Угорщини вивозили на експорт і використовували для виробництва пива. До 2003 року тут діяв Галицький завод безалкогольних напоїв (збанкрутував).

## З історії
Перша згадка в документах — 24 березня 1402 галицький староста Петро з Харбінович засвідчив дарування вдовою галицького міщанина Павла Шкирки Агнешкою села римо-католицькому архиєпископу Якову Стрепі.
Вперше у книгах галицького суду Більшівці згадуються 12 березня 1436 р. (Bolschow Minor).
1617 — власником Більшівців став коронний гетьман Марцін Казановський.
1655 — місцеві селяни брали участь у повстанських загонах Семена Височана.
На початку XVIII століття навколишні землі належали князям Яблоновським, потім перейшли у власність багатої спольщеної вірменської родини Кшечуновичів (пол. Krzeczunowiczowie).
Наприкінці XIX ст. Більшівці стали типовим ремісничо-торгівельним містечком Рогатинського повіту. В 1897 р. через Більшівці пролягла залізниця (існувала до 1944 р.). Тут були млин, гуральня, броварня, двокласна школа. У 1860-х рр. містечко мало власну печатку з зображенням перехрещених граблів, коси та серпа.
На початку ХХ ст. щопонеділка проводилися торги, а щороку 14-15 липня — дводенний ярмарок. Ця традиція збереглась і понині, кожну третю неділю липня в Більшівцях проходить Шкап'єрна — свято-ярмарок, де діти та дорослі можуть поласувати цукровими півниками та пісними коралями — символами свята.
Перша світова війна завдала шкоди містечку.

### Західноукраїнська Народна Республіка
На початку листопада 1918 року містечко увійшло до складу новоутвореної Української держави. 
Демократичність її підтверджує проведення у Більшівцях 6 квітня 1919 року (за ініціативи Селянсько-робітничого союзу, КП Східної Галичини) Рогатинського повітового робітничо-селянського з'їзду, на який прибули 120 представників від 20 навколишніх сіл. У виступах засуджувались дії польських імперіалістів, «власної буржуазії», звучав заклик до переобрання влади.

### Під час влади Польщі
21 листопада 1929 року місцеві москвофіли під час забави розпочали бійку з українцями. Кілька москвофілів, які приїхали сюди з Галича, отримали ножові поранення.
У 1930-тих роках великий земельний власник у містечку Кшечунович надав кошти для реконструкції млина, було споруджено електростанцію, відкрито сироварню. Кшечунович мав стайню, розводив тут племінних коней. У ставках розводили рибу. При монастирі діяла цегельня. Тут був клуб з бібліотекою (з польськими книгами), українці мали читальню на 200 книг.
У 1939 році в Більшівцях проживало 3900 мешканців (1850 українців-грекокатоликів, 200 українців-римокатоликів, 400 поляків, 1450 євреїв).

### Друга світова війна і радянський період
У часи Другої світової війни тут відбувалися масові розстріли місцевих жителів. 1943 року нацисти вбили тут понад 1000 місцевих євреїв [Архівовано 27 грудня 2004 у Wayback Machine.].
8 березня 1944 р. гестапівці приїхали для проведення арештів, але бойовик ОУН із засідки убив п'ятьох і трьох поранив..
1 грудня 1944 року Більшівці атакував курінь УПА «Скажені». Близько 500 повстанців дві години вели обстріл місцевого костелу, який служив укриттям для партактиву та офіцерів НКВС, а також спалили будівлі райкому партії та райуповнаркомзагу. 
1940–1963 — Більшівці були районним центром. Тут діяла сумнозвісна катівня НКГБ-МГБ. Для звільнення в'язнів з катівні 23 грудня 1944 р. райцентром оволоділа чота сотні «Гайдамаків» під командуванням хорунжого «Ясміна», тільки частині більшовиків удалося сховатися за неприступними мурами костелу.
За часів радянської влади побудовано поліклініку, а для номерної лікарні пристосовано маєток колишнього пана Кшечуновича (до того часу мешканців обслуговував один приватний лікар). На базі панських рибних ставків створили рибгосп, який в середині ХХ століття видавав 430 тонн живої риби щороку. 
Нині діє приватне рибне господарство «Більшівціриба».
Населення: 2,6 тисяч мешканців (1959); 2 254 (2005).
У 1983 р. до Більшівців приєднане село Слобідка Більшівцівська.

## Сучасність

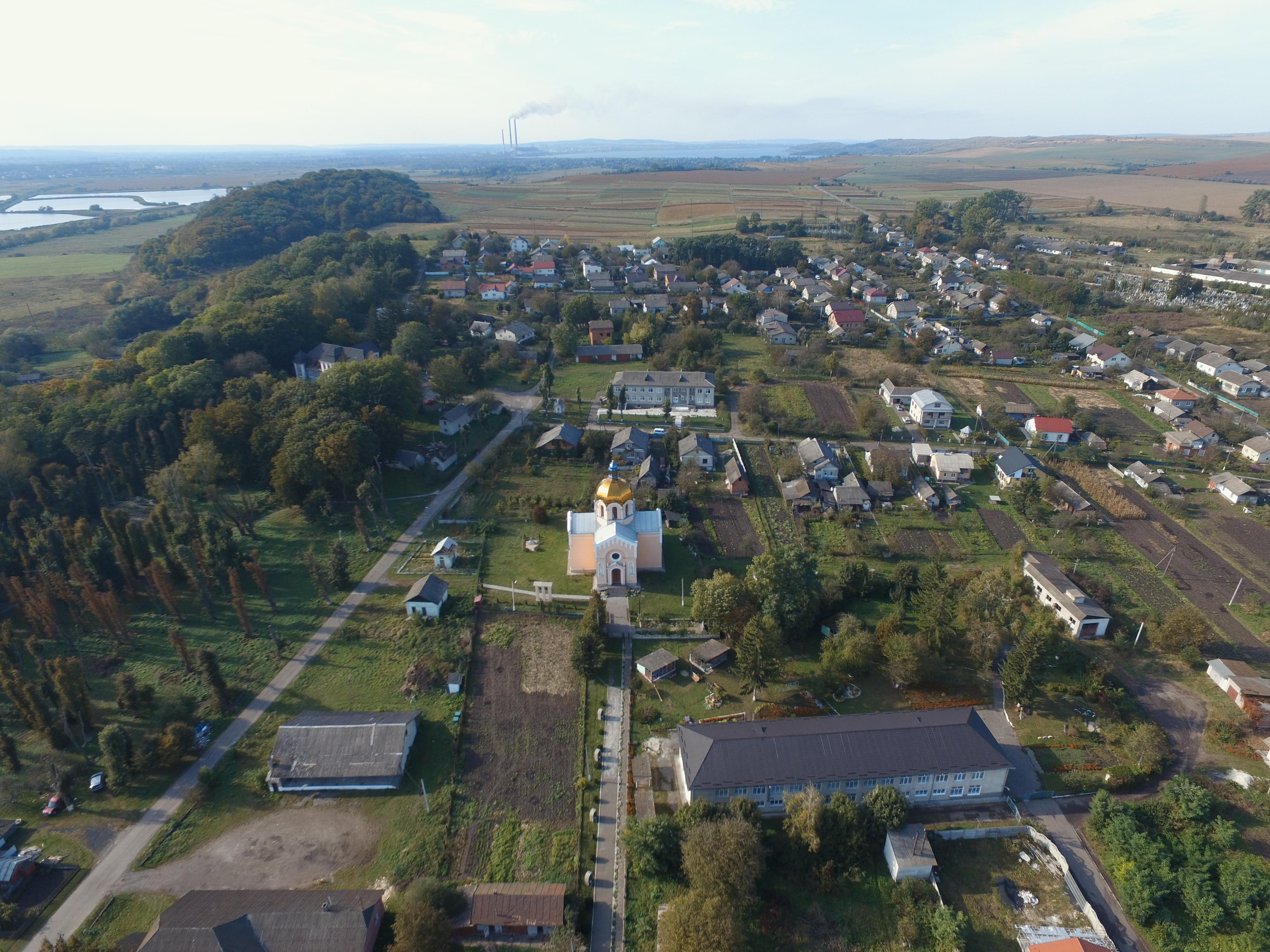
Більшівці з висоти пташиного польоту під час зйомок документального фільму режисера Мирослава Бойчука «Щоб ми усі були одно». 2020 рік.

У 2016 р. селище стало лідером Прикарпаття з окремого збирання різних видів сміття для повторної переробки.
13 вересня 2016 року Більшівці стали центром Більшівцівської селищної громади.
Більшівцівська ЗОШ І-ІІІ ст. у 2017 р. стала однією з перших трьох шкіл Прикарпаття, яка отримала статус опорної з чотирма філіями. Для підвезення учнів до опорної школи закуплено 3 автобуси.

## Пам'ятки архітектури
- Костел-санктуарій Благовіщення. Збудований 1624 року орденом кармелітів.  У XIX ст. Більшовецький монастир був одним із найбільших у Галичині. Монахи-кармеліти видавали книги, малювали образи, при монастирі діяв притулок для бідних. Тепер монастир належить ордену францисканців. За радянських часів був у стадії руйнації.  2002 року розпочато реконструкцію костелу та монастирських келій.
- Більшовецька ратуша.
- Палац Кшечуновичів.
- Церква Різдва Христового — Більшівцівський протопресвітеріат.[16]

## Пам'ятники
- Т. Г. Шевченку. Встановлено в центральній частині селища у 1949 році. Пам'ятка монументального мистецтва місцевого значення.
- Папі Римському Івану Павлу ІІ. Встановлено біля Благовіщенського костелу в липні 2007 року.[17]

## Відомі люди
- Альберт Корнблют — архітектор.
- Наталія Василівна Лотоцька — українська акторка.
- Антоній Барнаба Яблоновський — дідич, меценат (костел Благовіщення)

## Більшівці у документальному кіно
У 2020 році Студія документального кіно "ФранківськТБ" зняла документальний фільм за сценарієм Богдана Кучера «Щоб ми усі були одно» до 115 річниці церкви Різдва Христового, що у Більшівцях. Режисер — Мирослав Бойчук. 

## Світлини

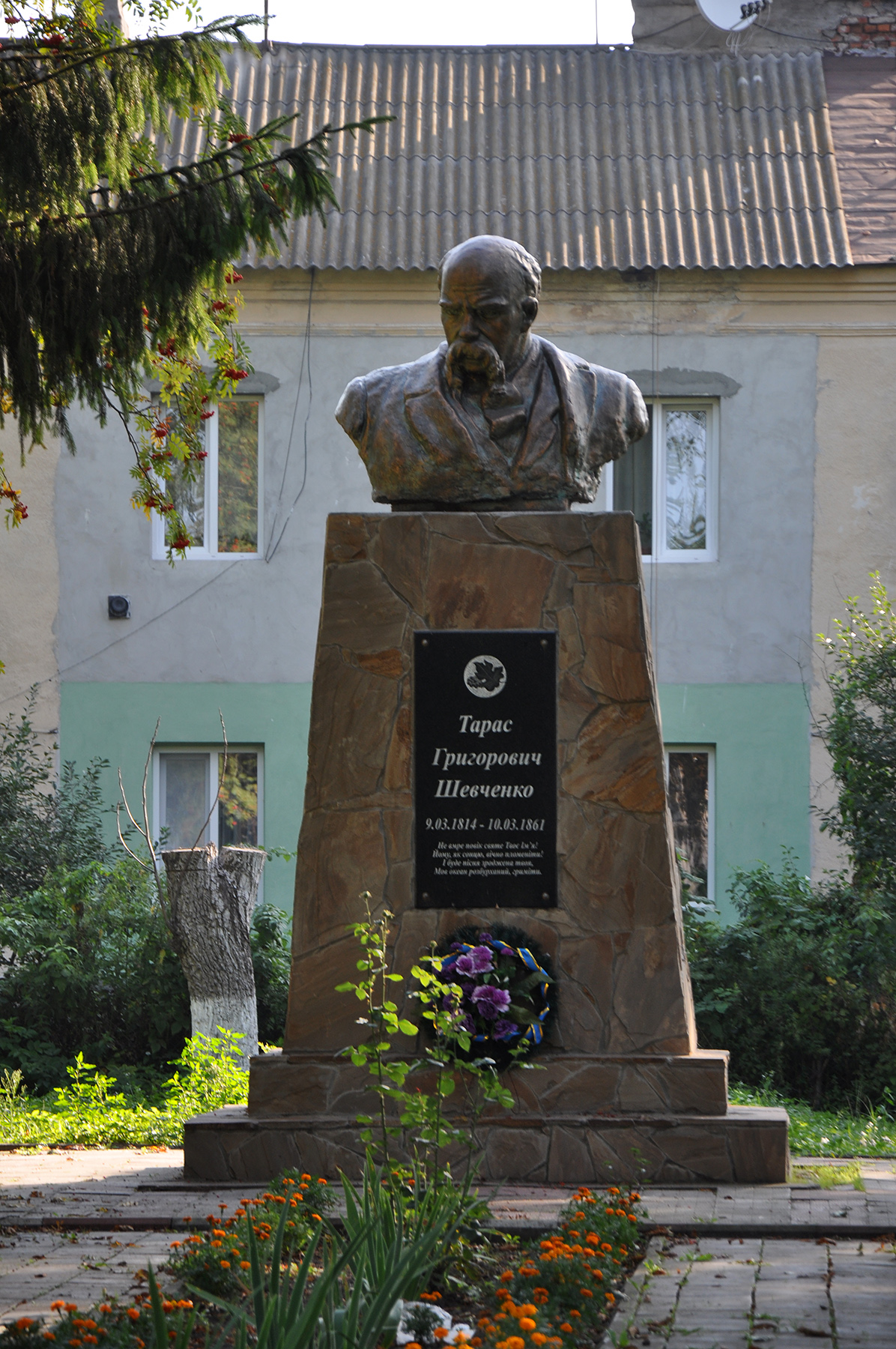
Пам'ятник Тарасу Шевченку
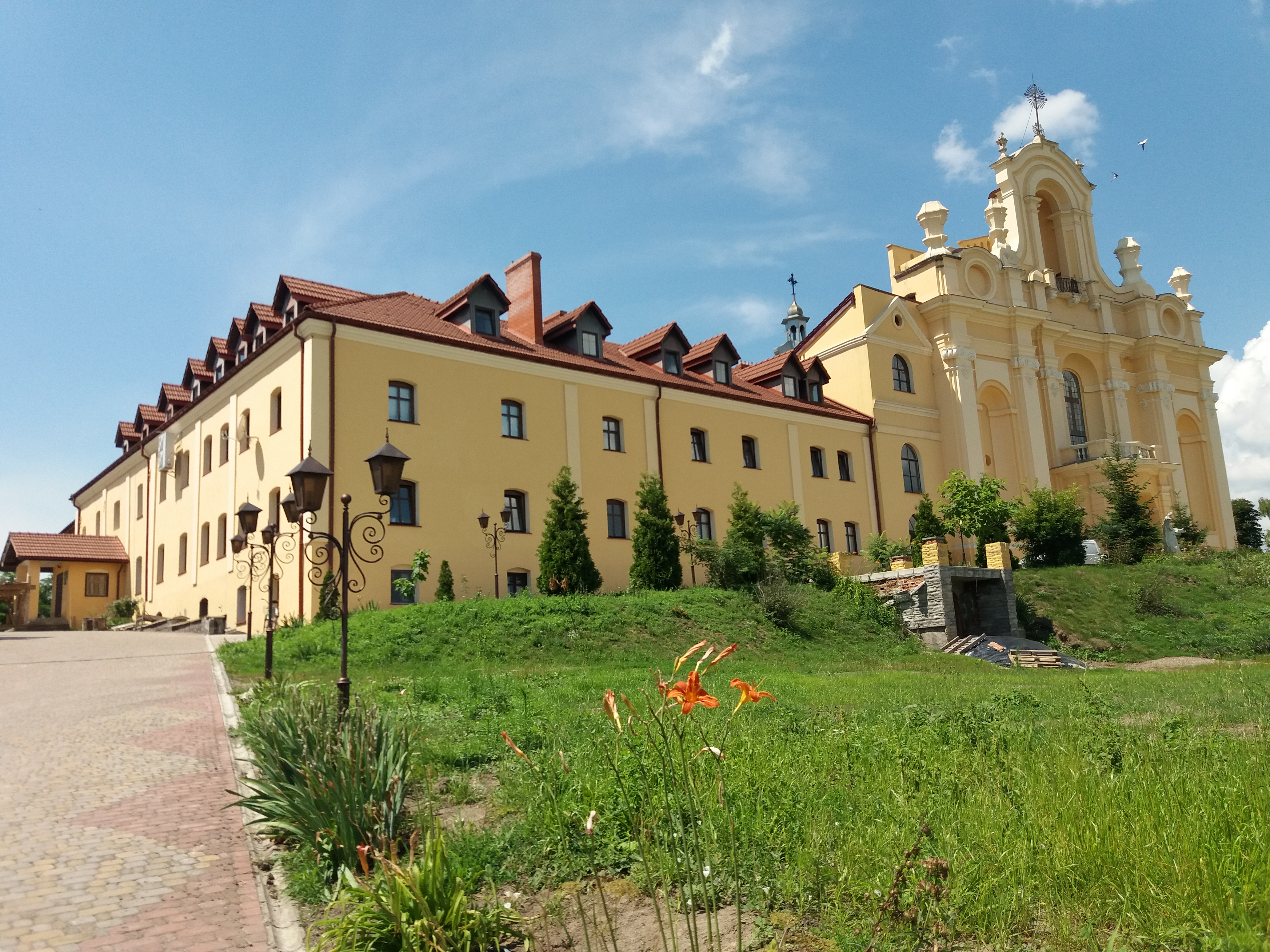
Костел Благовіщення в Більшівцях
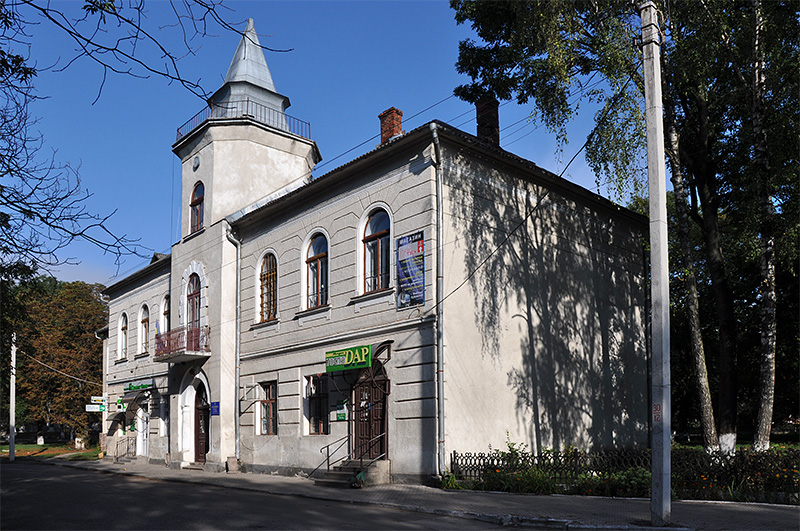
Більшовецька ратуша
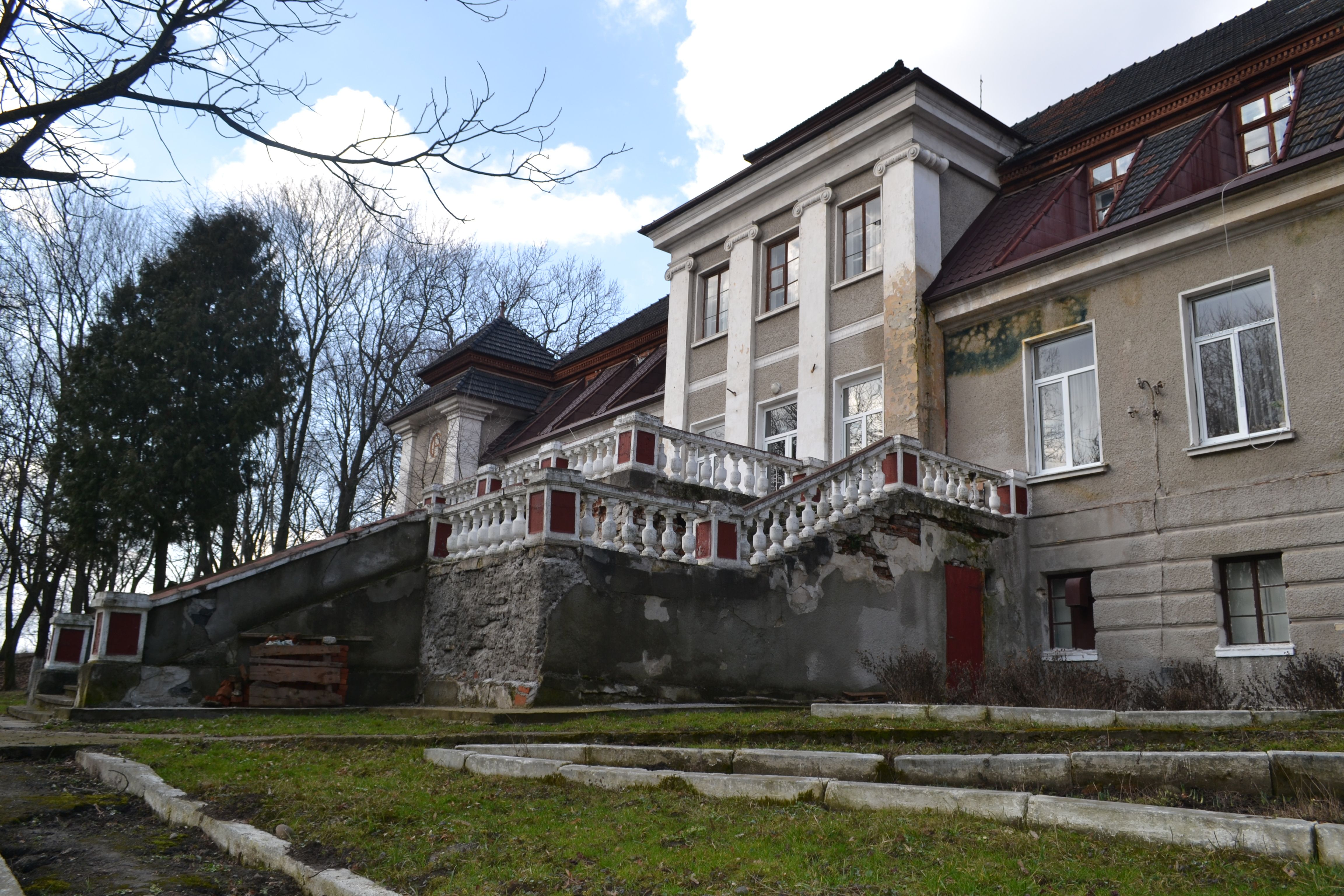
Палац Кшечуновичів
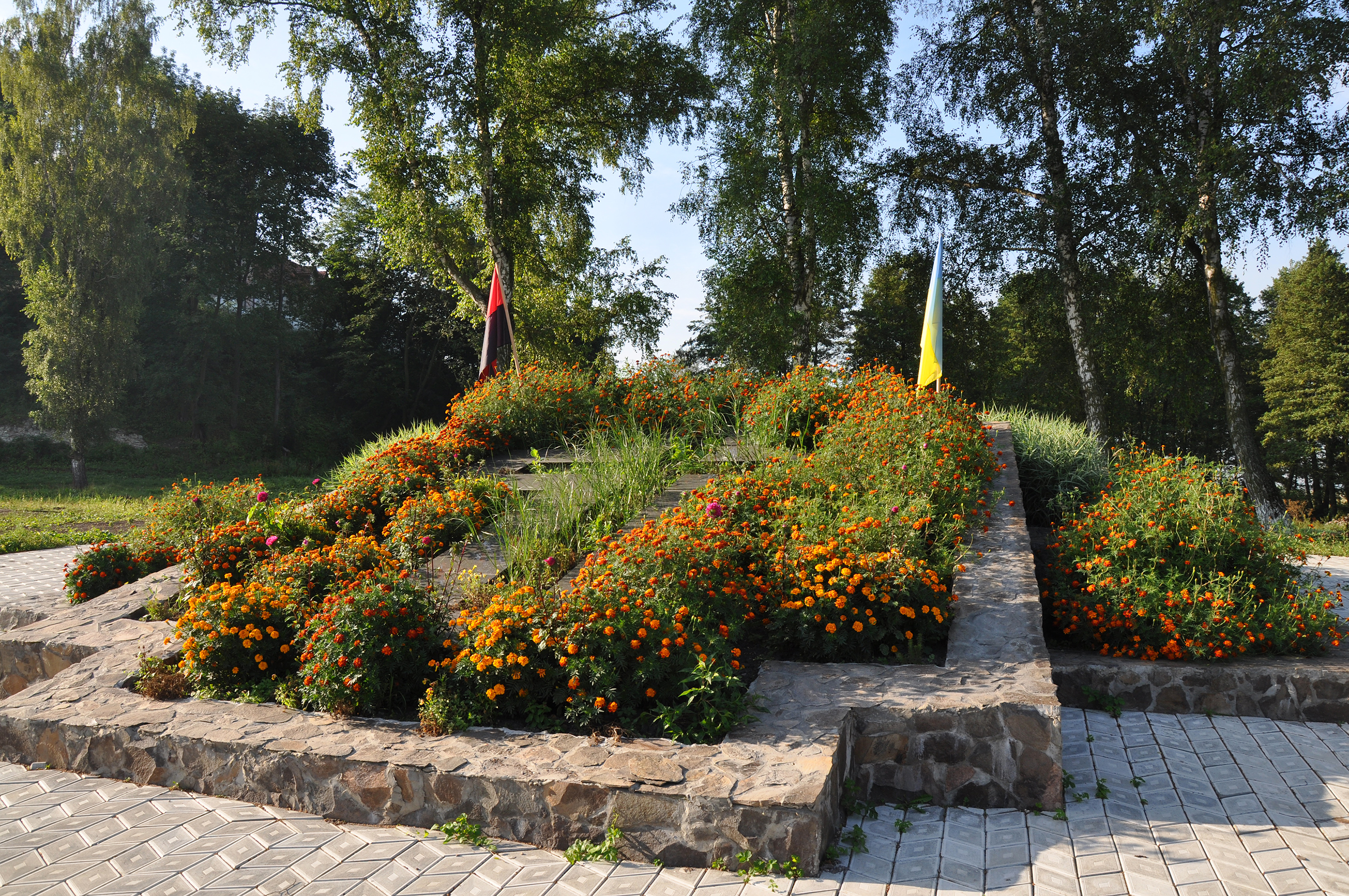
Парк пам'яті борцям за незалежність України
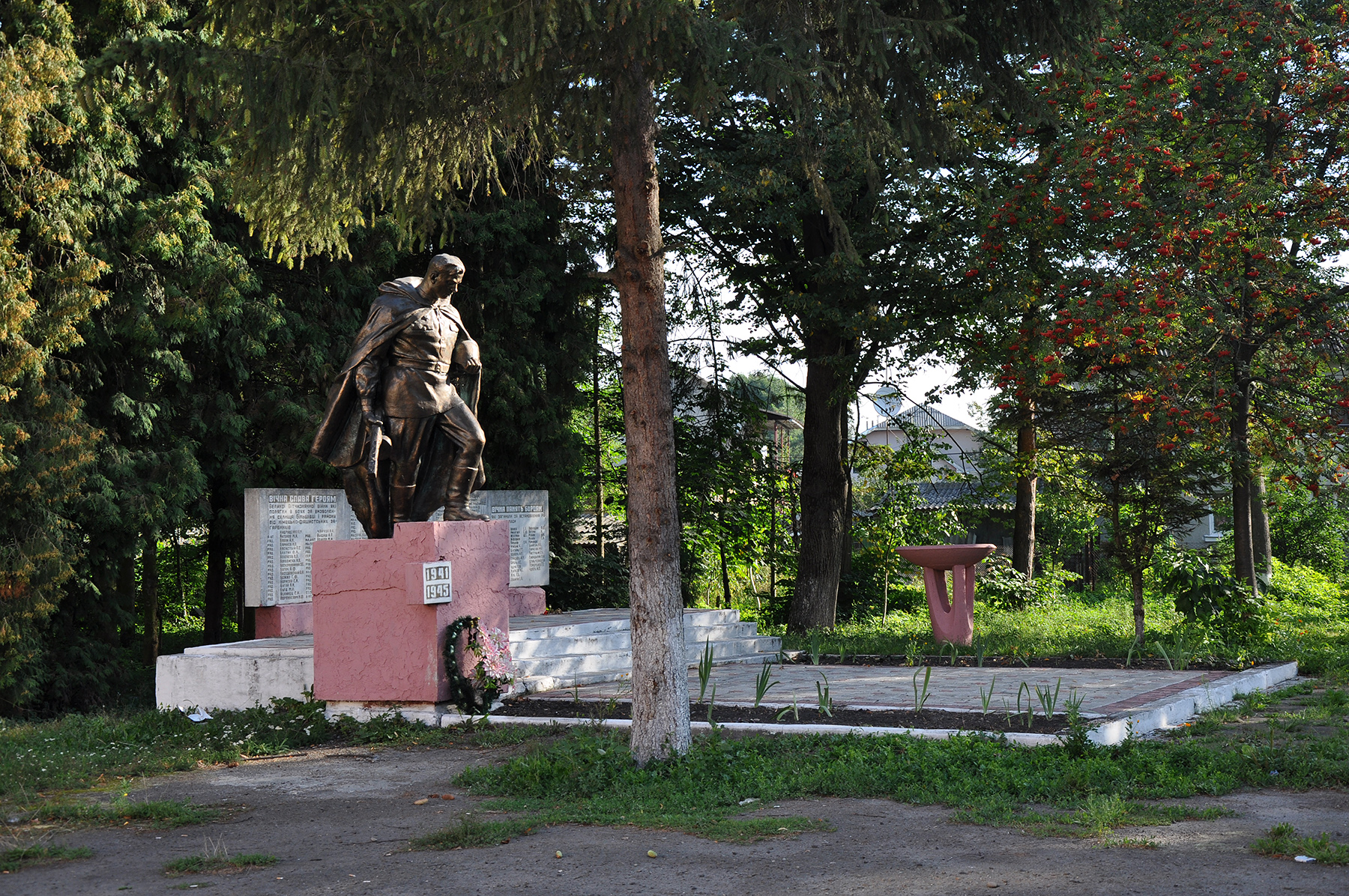
Братська могила радянських воїнів, полеглим в роки Другої світової війни